# Козихи
Казихи, Козихи — деревня в Себежском районе Псковской области России. Входит в состав городского поселения Идрица.

## География
Находится на юго-западе региона, в северной части района, в лесной местности у реки Великая двумя отдельными кварталами.
Уличная сеть не развита.
Абсолютная высота — 120 метров над уровня моря.

## История
В 1802—1924 годах земли поселения Козиха входили в Себежский уезд Витебской губернии.
В 1941—1944 гг. местность находилась под фашистской оккупацией войсками Гитлеровской Германии.
До 1995 года деревня входила в Максютинский сельсовет. Постановлением Псковского областного Собрания депутатов от 26 января 1995 года все сельсоветы в Псковской области были переименованы в волости и деревня стала частью Максютинской волости.
В 2015 году Максютинская волость, вместе с Казихи и другими населёнными пунктами, была влита в состав городского поселения Идрица.

## Население
| 2001 | 2002 | 2010 |
| ---- | ---- | ---- |
| 14   | ↘7   | ↘1   |

Согласно результатам переписи 2002 года, в национальной структуре населения деревни Козихи русские составляли 100 % от общей численности в 7 чел..

## Инфраструктура
Личное подсобное хозяйство.

## Транспорт
Деревня доступна по просёлочным дорогам.
Подходит автомобильная дорога общего пользования местного значения «От а/д Максютино-Родионово до дер. Казихи» (идентификационный номер 58-254-850 ОП МП 58Н-083), протяжённостью 3,52 км.